# مزرعه (فیلم ۲۰۰۴)
«مزرعه» (انگلیسی: The Ranch) یک تله‌فیلم کمدی به کارگردانی سوزان سایدلمن محصول سال ۲۰۰۴ است. جنیفر آسپن، جسیکا کالینز و سامانتا فریس از جمله بازیگران این فیلم هستند.